# BBC Nordic
BBC Nordic è un canale televisivo di genere intrattenimento e documentaristico a pagamento, di proprietà della BBC Studios. 
È stato lanciato il 17 aprile 2023 sostituendo BBC Brit e BBC Earth nei paesi nordici.
Assieme al canale, inoltre, è stato lanciato un servizio di streaming denominato BBC Nordic+.